# Blue Banisters
Albums de Lana Del Rey
Chemtrails over the Country Club
(2021) Did You Know That There's a Tunnel Under Ocean Blvd
(2023)

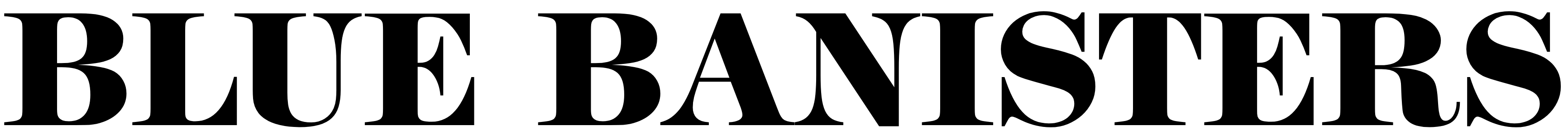
Logo de l’album

Blue Banisters est le neuvième album studio de la chanteuse américaine Lana Del Rey,. Il est sorti le 22 octobre 2021, sept mois après son huitième album studio, Chemtrails Over The Country Club. L'album a été produit par Lana Del Rey, Zachazy Dawes, Loren Humphrey, Mike Dean, Barrie-James O'Neill, Rick Nowells, et d'autres.

## Création
« Blue Banisters était plutôt un album d'exploration, un album de défense, ce qui explique pourquoi je n'ai fait aucune promotion du tout, c'est tout. Je voulais que personne ne l'écoute. Je voulais juste qu'il soit là au cas où quelqu'un était curieux d'une quelconque information. »

## Liste des titres
| 1.    | Text Book               | 5:03 |
| 2.    | Blue Banisters          | 4:53 |
| 3.    | Arcadia                 | 4:23 |
| 4.    | Interlude - The Trio    | 1:15 |
| 5.    | Black Bathing Suit      | 5:18 |
| 6.    | If You Lie Down With Me | 4:25 |
| 7.    | Beautiful               | 3:35 |
| 8.    | Violets for Roses       | 4:15 |
| 9.    | Dealer                  | 4:34 |
| 10.   | Thunder                 | 4:19 |
| 11.   | Wildflower Wildfire     | 4:47 |
| 12.   | Nectar of the Gods      | 4:19 |
| 13.   | Living Legend           | 4:01 |
| 14.   | Cherry Blossom          | 3:17 |
| 15.   | Sweet Carolina          | 3:21 |
| 61:52 |                         |      |